# Sasebo (zatoka)
Zatoka Sasebo (jap. 佐世保湾 Sasebo-wan) – zatoka morska w Japonii, na wyspie Kiusiu (Kyūshū), w prefekturze Nagasaki. 
Zatoka Sasebo jest oddzielona od otwartego morza przybrzeżnego Gotō-nada – i dalej Morza Wschodniochińskiego – półwyspem Tawara-ga-ura po zachodniej stronie i jest połączona od strony południowej poprzez wąskie cieśniny: Haiki i Hario, ze znacznie większą, prawie zamkniętą otaczającym ją lądem, zatoką Ōmura.  
Do zatoki wpływają m.in. rzeki Sasebo, Hiu i Haiki.
Nad zatoką położone jest miasto Sasebo, które w przeszłości było wioską rybacką. Pod koniec XIX wieku, w okresie Meiji (1868–1912), władze państwa zdecydowały o budowie w tym miejscu bazy marynarki wojennej ze względu na korzystne warunki: głębokowodny port, pobliskie kopalnie węgla i geograficzną bliskość do Chin i Korei. Sasebo stało się głównym portem Cesarskiej Marynarki Wojennej Wielkiej Japonii podczas pierwszej wojny chińsko-japońskiej (1894–1895) i wojny rosyjsko-japońskiej (1904–1905). 
Po II wojnie światowej w 1946 roku amerykańska armia okupacyjna zajęła część portu i utworzyła bazę dla swojej floty o nazwie United States Fleet Activities Sasebo. Po wybuchu wojny w Korei (1950–1953), baza stała się głównym zapleczem dla sił zbrojnych ONZ i USA do przerzutu broni i sprzętu. 
Po zakończeniu wojny Japonia utworzyła w zatoce Sasebo port macierzysty dla nowo utworzonych Morskich Sił Samoobrony. Baza USA służy obsłudze VII Floty. Ze względu na to, że większa część zatoki jest zajmowana przez marynarkę wojenną Stanów Zjednoczonych, istnieją ograniczenia w działalności połowowej i funkcji portu handlowego.

## Galeria

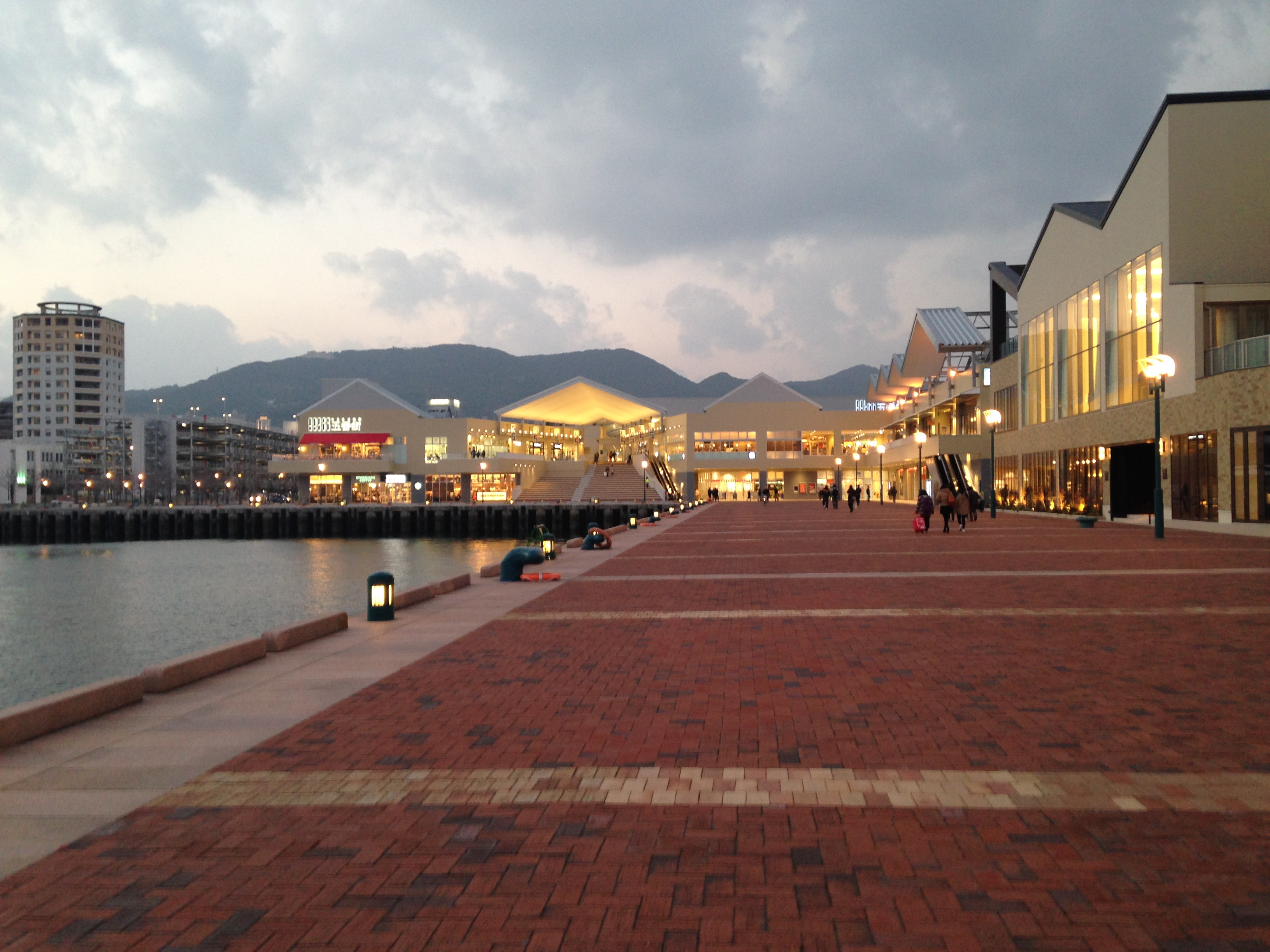
Port Sasebo o zmierzchu
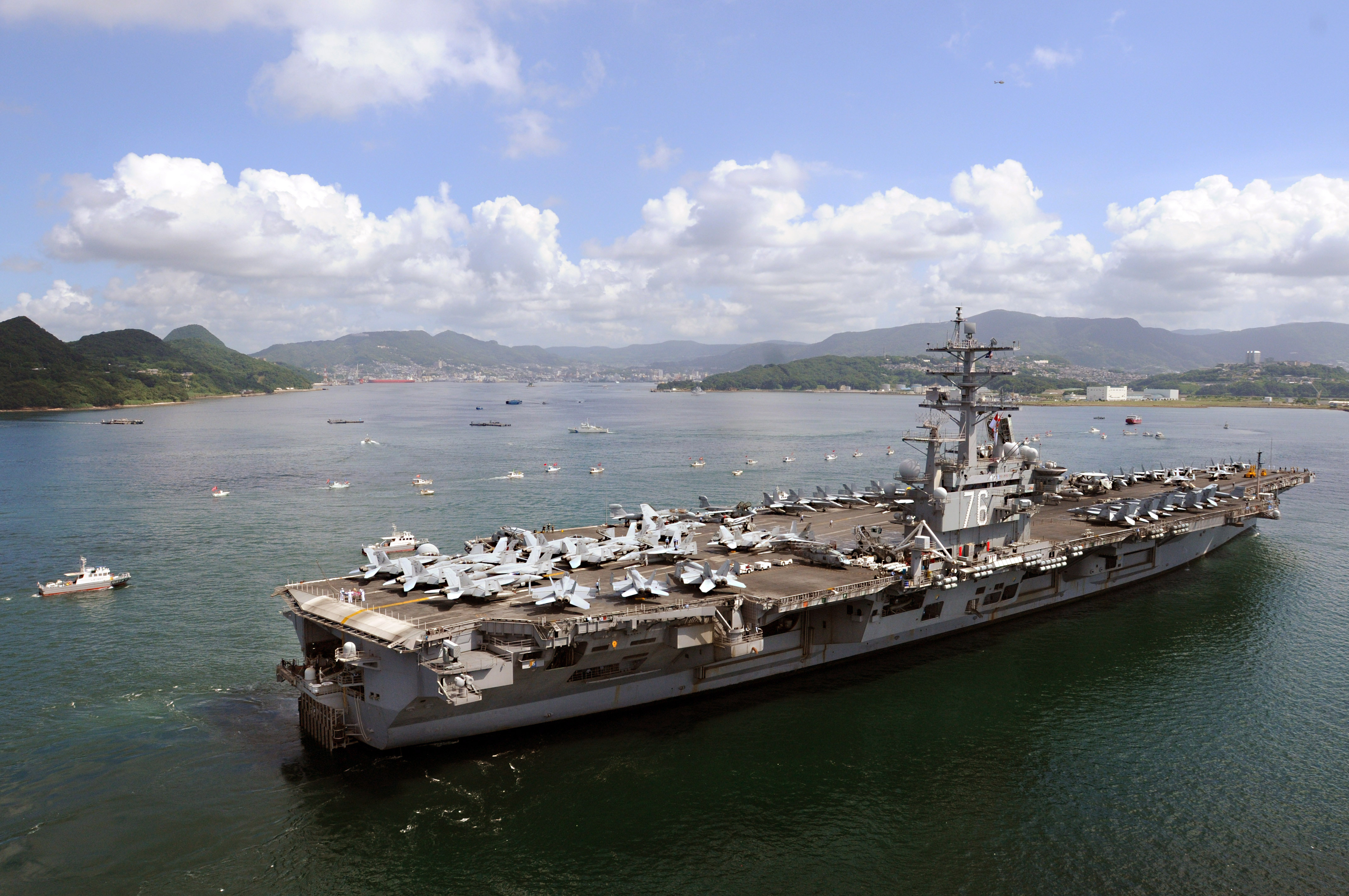
Lotniskowiec amerykański USS Ronald Reagan (CVN-76) w zatoce Sasebo, lipiec 2008
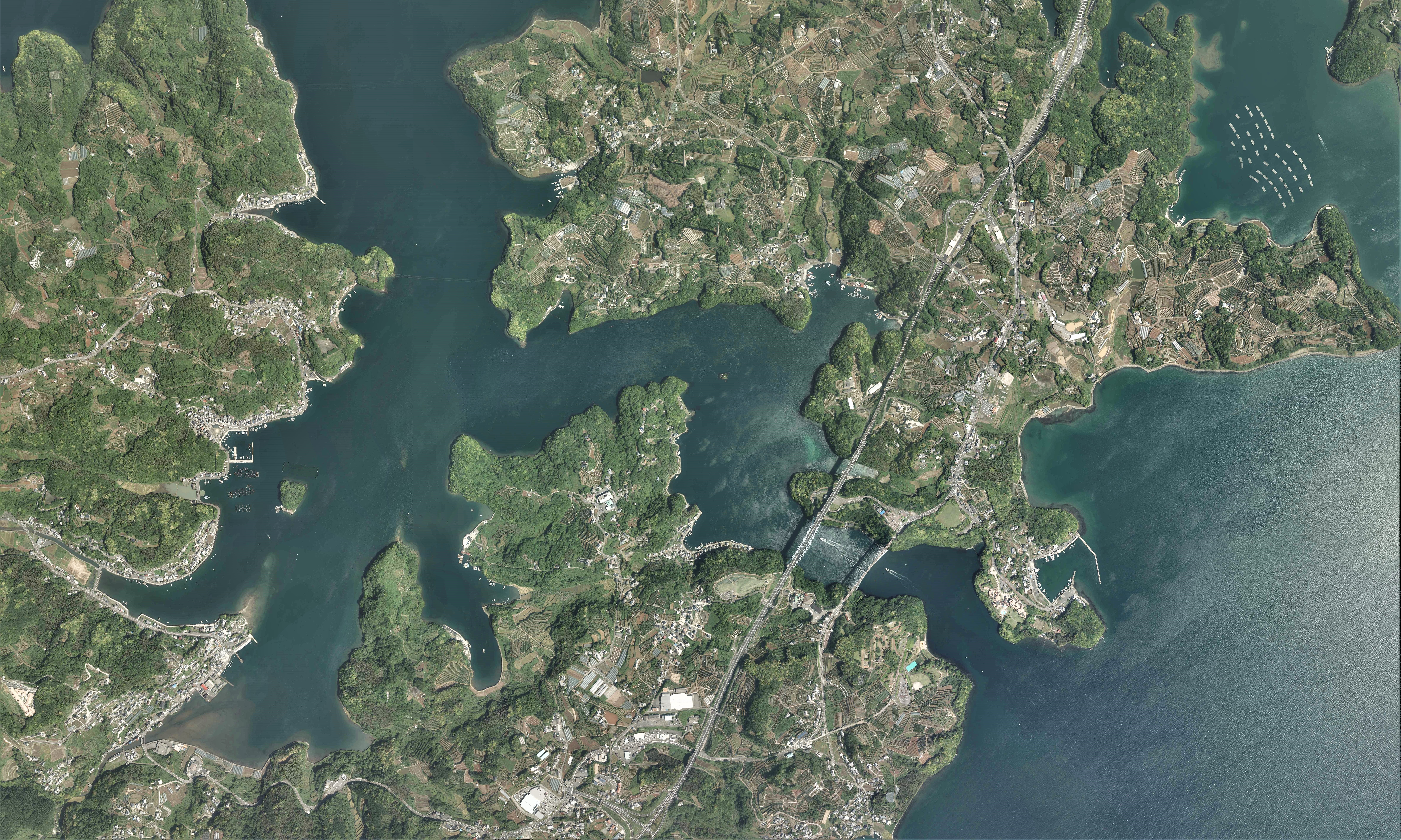
Cieśnina Hario łącząca zatoki Sasebo (po lewej) i Ōmura (po prawej)
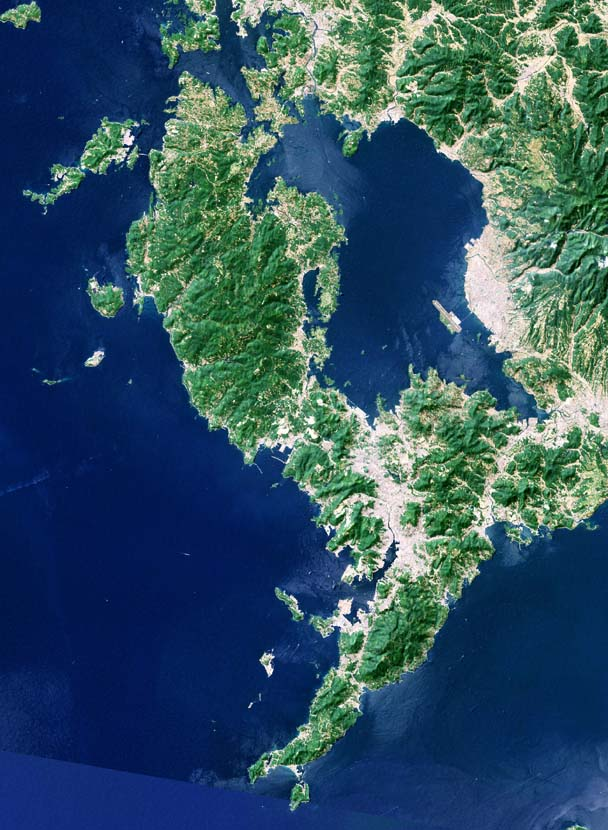
U góry niewielka zatoka Sasebo, w centrum zatoka Ōmura zamknięta od zachodu przez półwysep Nishisonogi, u dołu półwysep Nagasaki